# Kalendarium powstania warszawskiego – 25 września

## 25 września, poniedziałek
Przybycie parlamentariuszy ze strony niemieckiej – było to dwóch żołnierzy AK wziętych wcześniej do niewoli. Nie udzielono Niemcom odpowiedzi na propozycje kapitulacji Mokotowa.
W nocy wycofanie kanałami z Mokotowa do Śródmieścia żołnierzy, ludności i władz cywilnych.
Powstańcy utrzymali pozycje w warsztatach Opla (ul. Włościańska) oraz przy uk. Bieniewickiej i ul. Gdańskiej.
Pod gruzami domu przy ul. Marszałkowskiej 129 zginął fotograf powstańczy por. Eugeniusz Lokajski ps. „Brok” z kompanii „Koszta”. Wskutek upływu krwi zmarł śmiertelnie postrzelony na ul. Krasickiego por. Julian Opania ps. „Zych” z baonu Olza.